# NGC 7279
NGC 7279 је спирална галаксија у сазвежђу Јужна риба која се налази на NGC листи објеката дубоког неба.
Деклинација објекта је - 35° 8' 24" а ректасцензија 22h 27m 12,6s. Привидна величина (магнитуда) објекта NGC 7279 износи 13,6 а фотографска магнитуда 14,3. NGC 7279 је још познат и под ознакама ESO 405-21, MCG -6-49-5, IRAS 22243-3523, PGC 68896.